# Roseau County
Roseau County är ett administrativt område i delstaten Minnesota i USA. År 2010 hade countyt 15 629 invånare. Den administrativa huvudorten (county seat) är Roseau. 

## Politik
Under senare år har Roseau County i regel röstat republikanskt. Republikanernas kandidat har vunnit countyt i samtliga presidentval sedan valet 1976, vilket gör det till Minnesotas säkraste republikanska fäste. I valet 2016 vann republikanernas kandidat med 69,8 procent av rösterna mot 23,8 för demokraternas kandidat, vilket är den största segern i countyt för en kandidat sedan valet 1944 och för en republikansk kandidat sedan valet 1904.

## Geografi
Enligt United States Census Bureau har countyt en total area på 4 347 km². 4 306 km² av den arean är land och 41 km² är vatten.      

### Angränsande countyn
- Lake of the Woods County - öst
- Beltrami County - sydost
- Marshall County - söder
- Kittson County - väst